# Burdick South Peak

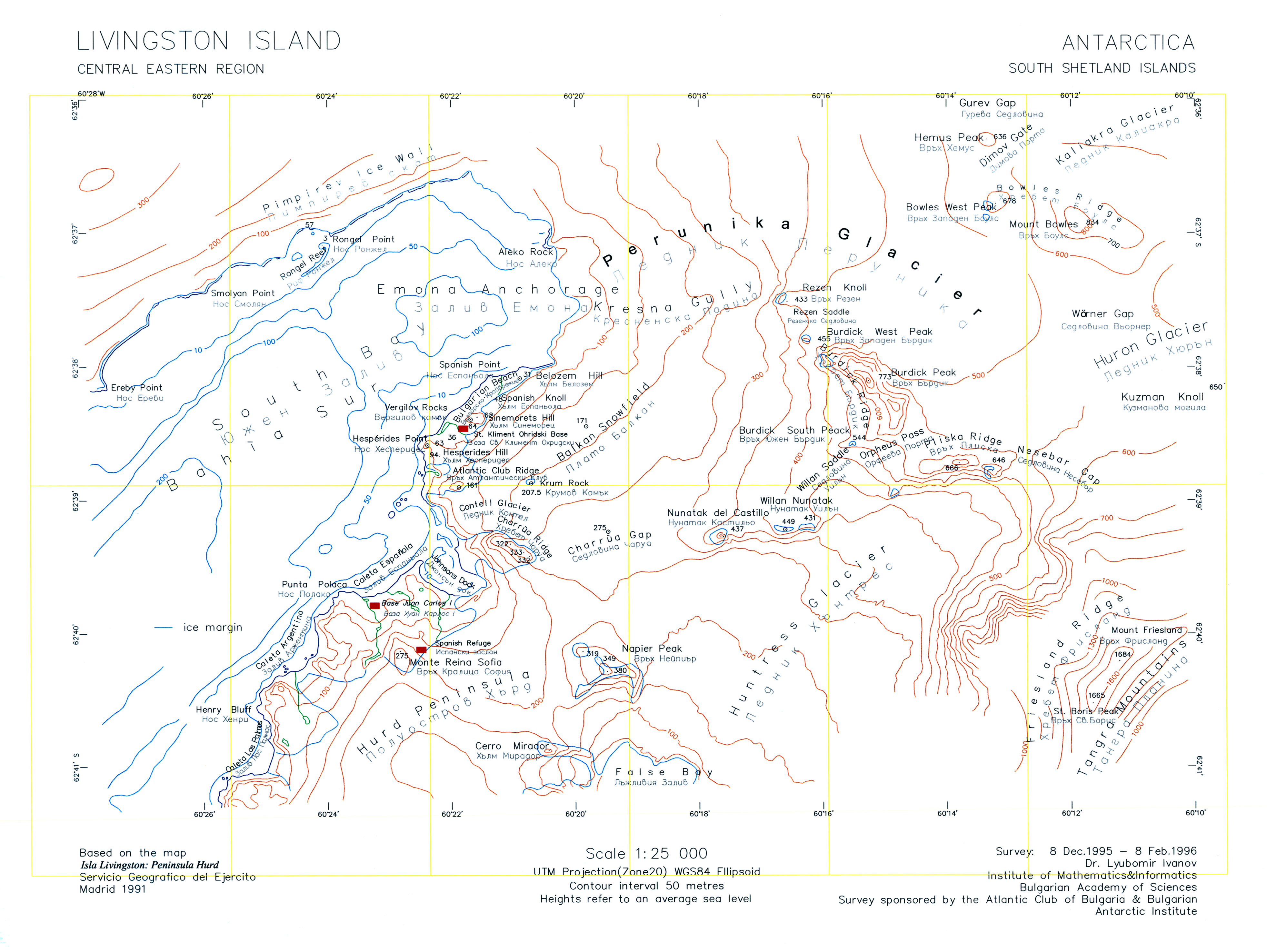
Mappa topografica del settore centro-orientale dell'Isola Livingston, con il Burdick South Peak.

Il Burdick South Peak (in lingua bulgara: връх Южен Бурдик, Vrah Yuzhen Burdick) è un picco roccioso, alto 544 m, formato da un prolungamento che si estende per circa 1 km in direzione ovest-sudovest dall'estremità sudorientale del Burdick Ridge, nel settore orientale dell'Isola Livingston, che fa parte delle Isole Shetland Meridionali, in Antartide. 
Il picco è piuttosto stretto e caratterizzato da versanti settentrionali e meridionali ripidi e parzialmente privi di ghiaccio. È collegato al Willan Nunatak dalla Willan Saddle.
La denominazione deriva da quella del Burdick Peak, assegnata nel 1958 dall' UK Antarctic Place-names Committee in onore di Christopher Burdick, capitano del veliero americano Huntress of Nantucket, che visitò le Isole Shetland Meridionali nel 1820-21.

## Localizzazione
Il picco è posizionato alle coordinate 62°38′36″S 60°15′33″W, 980 m a sud del versante occidentale del Burdick Peak, 5,26 km a est di Sinemorets Hill, 1,45 km a nordest del Willan Nunatak e 1,49 km a ovest-nordovest del Pliska Peak.
Mappatura spagnola da parte del Servicio Geográfico del Ejército nel 1991; rilevazione topografica bulgara nel 1995/96 e nel corso della spedizione investigativa Tangra 2004/05 e mappatura nel 1996, 2005 e 2009.

## Mappe
- L.L. Ivanov et al. Antarctica: Livingston Island and Greenwich Island, South Shetland Islands. Scale 1:100000 topographic map. Sofia: Antarctic Place-names Commission of Bulgaria, 2005.
- L.L. Ivanov. Antarctica: Livingston Island and Greenwich, Robert, Snow and Smith Islands. Scale 1:120000 topographic map.  Troyan: Manfred Wörner Foundation, 2009.